# آلئوستئوس
آلئوستئوس (نام علمی: Aleosteus) نام یک سرده از راسته بندی‌گردنان است. فسیل‌های یافت شده از این سرده نشان می‌دهد که آن‌ها در دوره زمین‌شناسی دوونین زندگی می‌کرده‌اند. این سرده منقرض شده در شرق-مرکز نوادا، آمریکا معمولاً بهترین فسیل‌ها را می‌توان یافت.